# Benno Baksteen
Benno Baksteen (Rotterdam, 20 oktober 1948) is een voormalig Nederlands vakbondsbestuurder en piloot. Hij was voorzitter van de Vereniging van Nederlandse Verkeersvliegers (VNV).

## Leven en werk
Baksteen werd in Rotterdam geboren en na het behalen van zijn HBS-B diploma op de Willem de Zwijger HBS, ging hij in 1966 naar de Rijksluchtvaartschool. Hierna vloog hij twee jaar bij de Marine Luchtvaartdienst in verband met het vervullen van zijn dienstplicht, waarna hij eind 1970 in dienst trad van de Koninklijke Luchtvaart Maatschappij (KLM). In 1989 werd hij president van de VNV. In die periode werd hij in Nederland ook bekend bij het grote publiek doordat hij regelmatig op de televisie te zien was als woordvoerder van de VNV (zoals bij acties van KLM-piloten) en als luchtvaartdeskundige (zoals bij de Bijlmerramp in 1992).
In 1997 volgde Paul Griffioen hem op als VNV-voorzitter en in 1998 werd Baksteen voorzitter van het in dat jaar opgerichte Platform Duurzame Luchtvaart, een functie die hij vervulde tot eind 2012. Hij bleef tot zijn pensioen in 2006 vliegen als gezagvoerder voor de KLM op passagiersvliegtuigen als de Boeing 747 en de laatste jaren de Boeing 777.  In 2007 werd hij door de Minister van Verkeer en Waterstaat benoemd tot voorzitter van de Dutch Expert Group Aviation Safety (DEGAS), een internationaal georiënteerd adviescollege inzake de veiligheid van de burgerluchtvaart. Sinds 2012 is DEGAS een zelfstandig college, dat organisaties in andere domeinen ondersteunt bij het toepassen van de luchtvaartaanpak van veiligheid en kwaliteit.